# チャレリア
チャレリア  (Charrería：発音 [tʃareˈɾia]発音 [tʃareˈɾia]発音 [tʃareˈɾia]) は、古代メキシコのアシエンダで行われていた馬術と家畜の伝統から生まれたスポーツ及び種目である。

チャレリアの最初のイベントは、スペイン、特に16世紀のサラマンカ市の持ち込まれた伝統から発展し、アシエンダ間の牧場労働競争として行われていた。チャレリアに関連するイベントは20世紀以前にも行われていたが、メキシコ革命後にイダルゴ州とハリスコ州での土地改革の影響もあり完全なる出現を果たし人気を得た。メキシコシティやその他の中心地の都市にチャロが集いはじめた結果、チャレリアの伝統と人気を維持するために大きな協会が統合された。その中でも最も重要な協会は、Asociación de Charros de Jalisco A.C、Asociación de Charros de Morelia A.C と Asociación de Charros Regionales La Villa A.C de La Villa A.C.である。メキシコの国技であるチャレリアは、2016年にユネスコによって人類の無形文化遺産の代表リスに登録された。

## 歴史
16世紀、スペイン人がメキシコに定住しはじめたとき、彼らは16頭の馬を共に連れてきた。当時、スペイン人以外の者は馬に乗ることが禁じられていたが、スペイン人がすぐに広大な牧畜地を手に入れたことにより、乗馬に対する制限を緩和する必要性を感じた。イダルゴ州のアシエンダが最初に制限が解除された地域の一つであったため、より多くの人がその地域で乗馬するようになった。
19世紀後半から20世紀にかけて、牛の飼育と牧畜に専念していたメキシコの牛飼いは、後にスポーツになる遊び心のある牛の扱い方を進展させた。
牛飼いたちは、逃亡牛を追い詰めたり、家畜の焼き印を押すための牧場の仕分けをしたり、雄牛や馬を拘束したりと、牧場で乗馬を必要とするいくつかの仕事を任された。これらの仕事は、チャロイベントの初期版だった。
メキシコ革命以前は、牧場労働競争は一般的にアシエンダ同士で行われていたが、メキシコ革命によるアシエンダの解体を理由に、チャロの伝統は徐々に失われつつあったため、全国のチャロ選手が1921年に集合し、チャレリアの伝統を確実に維持するためにAsociación Nacional de Charrosを結成した。
1920年 (メキシコ革命が終わった年)、シルヴァーノ・バルバ、イネス・ラミレスとアンドレス・ゼメーニョは、グアダラハラで「チャロス・デ・ハリスコ」と呼ばれるメキシコ初のチャレリア・グループを結成した。

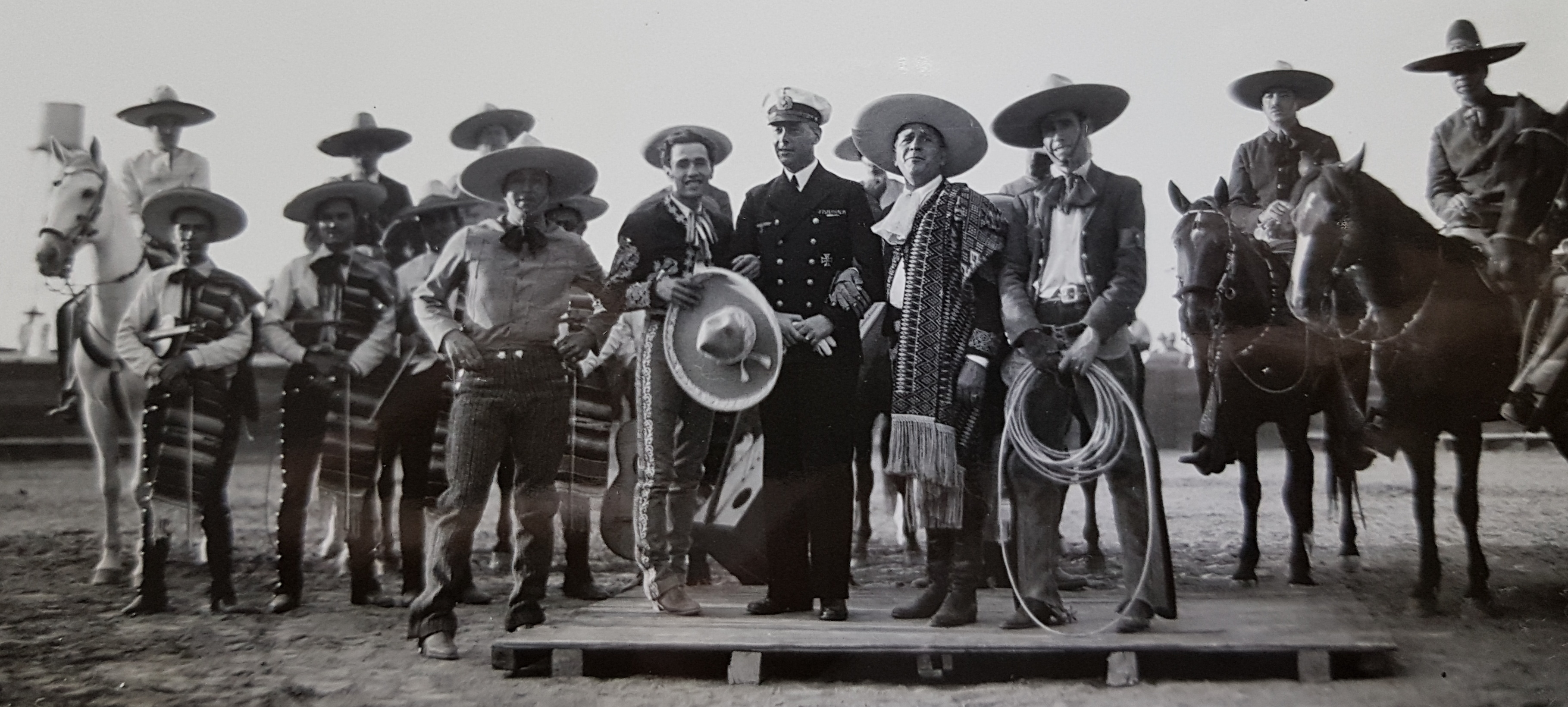
1935年4月、メキシコシティでのチャロ・フェスティバル。

メキシコ映画の出現により、特にランチェラとチャロのイメージを組み合わせたミュージカルは、米国の西部劇や「歌うカウボーイ」のジャンルに似た人気を博した。
米国内のメキシコ系アメリカ人も同じ時期に様々なチャレアーダを開催していたが、1970年代からは、メキシコ・チャレリア連邦議会(FMCH)が国境の北部に公式チャレアーダを設立する目的で彼らを支援し始めた。時々、米国の優勝チームがメキシコの全国大会に出場することもあった。

## リエンソ・チャロ（Lienzo charro）

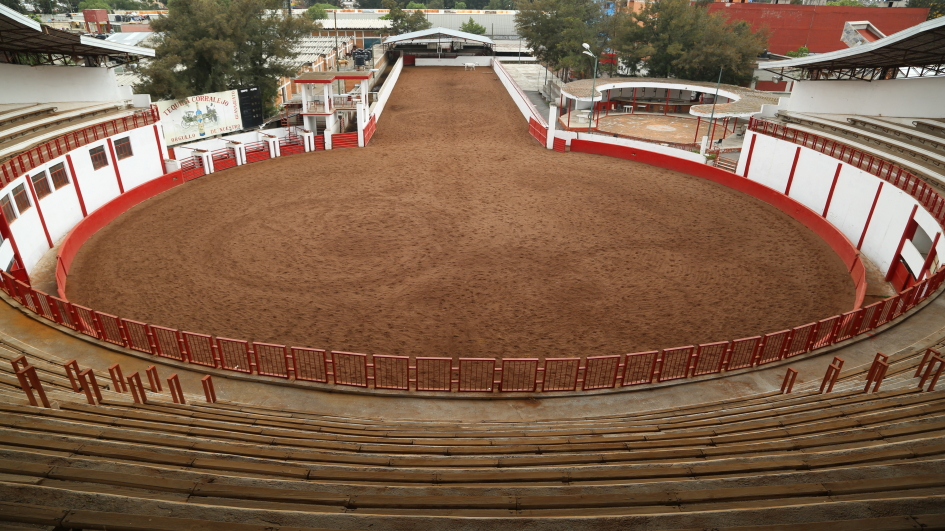
リエンソス・チャロ、メキシコシティ。

リエンソ・チャロは、乗馬練習ができる特別に設計された施設であり、チャロ達がチャレアーダとハリペオのイベントを開催するアリーナである。リエンソには2つのエリアがある：直径40メートル(44ヤード)の円エリアにつながる幅12メートル(13ヤード)×長さ60メートル(66ヤード)のレーンからなる1つのマーク付きエリア。

## チャロ馬

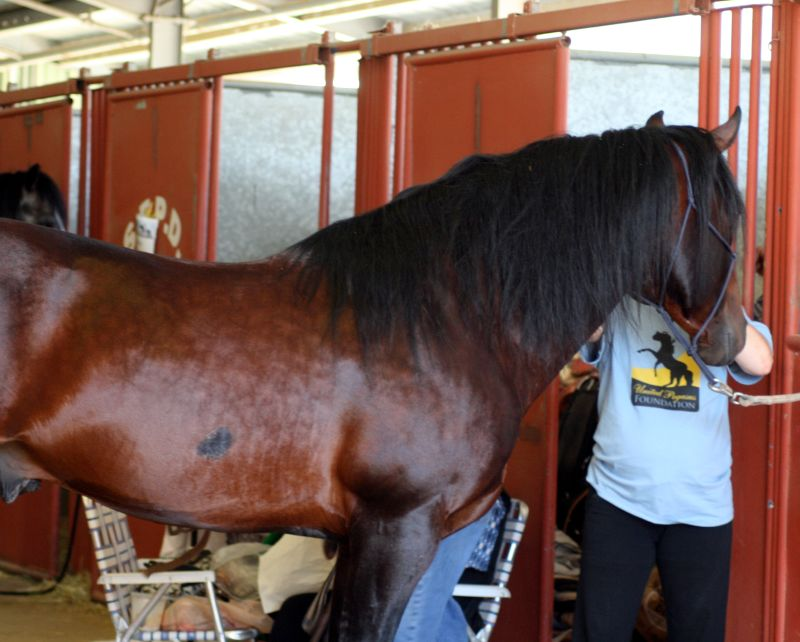
アステカ種馬はメキシコの馬で、1972年にチャロ用の馬として育成された。

チャレリアを実演するにあたって、アメリカのクォーターホースが理想的な馬でありながらも、もう一つ目立つ品種はアステカ馬である。アメリカのクォーターホースの飼育歴が17世紀にまでさかのぼるに対して、アステカ馬の新種育成は1972年にテスココ市にあるメキシコの騎士高校、ランチョ・サンアントニオで行われた。両馬の品種は、レイニング、カッティング、子牛の追いかけ、バレルレース、子牛のローピング、およびその他のウェスタン乗馬イベント、特に生きている牛を含むものに必要な複雑で迅速な操縦に適している。

## 衣類と馬具

### 男性

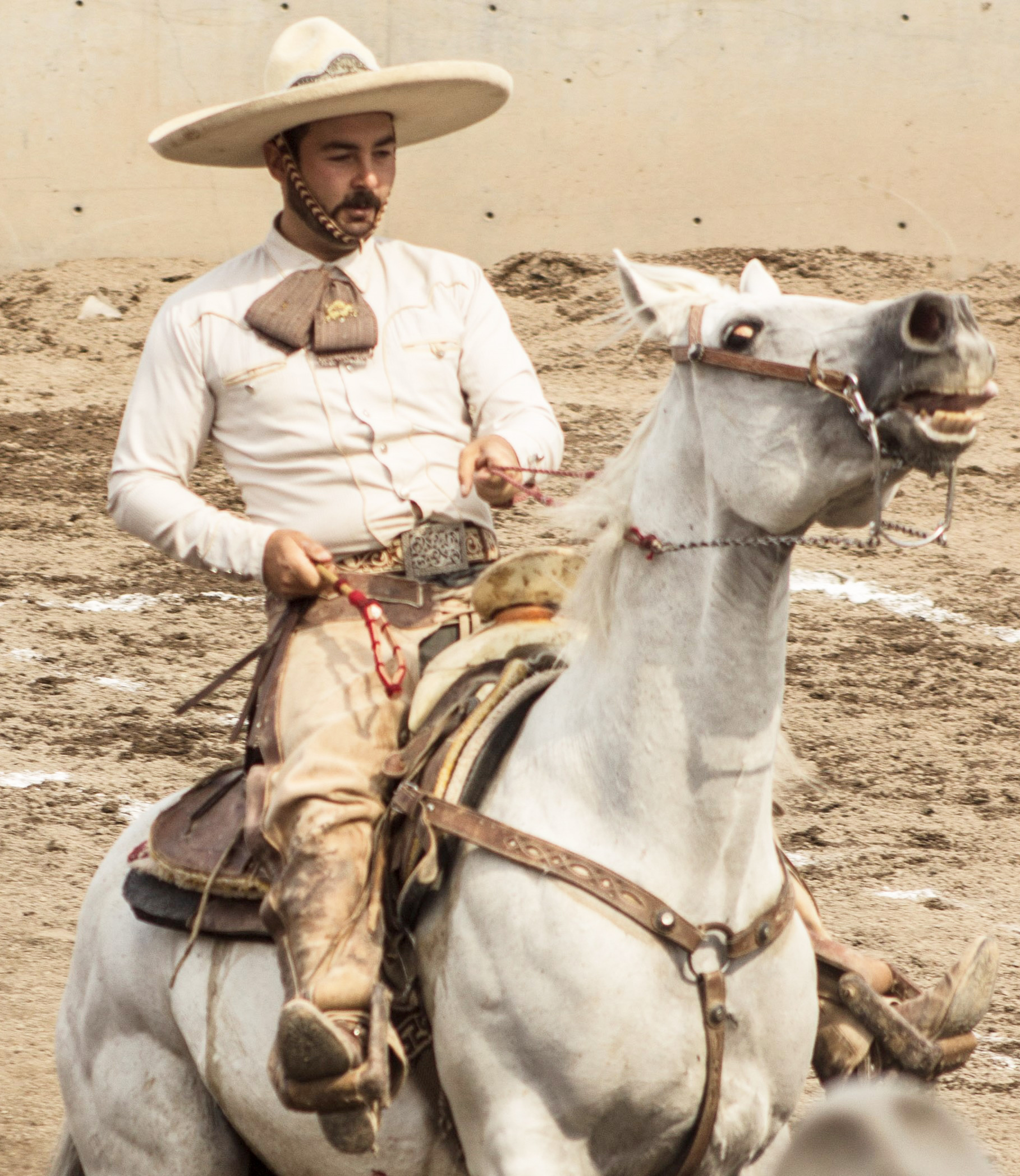
ワーキング服を着用し競技するチャロの様子。

チャロが着用できる衣装は大きく、ワーキング（working）、ハーフガラ（half-gala）、ガラ（gala）、グランドガラ（grand gala）、エチケット（etiquette）の5種類に分けられる。一般的に使用される衣装はこの中でも最もシンプルなワーキング服であり、競技で着用されることが多い。無地のボタンアップシャツ、リボン、パンツ、ブーツ、ヤシの葉からできたチャロソンブレロが主に着用される衣装として知られている。さらに、重ね着が特有なグランド服のユニフォームは、シルバーとゴールドの刺繍が入ったフェルト製のチャロソンブレロに加え、シルバーのボタンがついた上質なカシミア製ジャケットとパンツが特徴的である。

### 女性

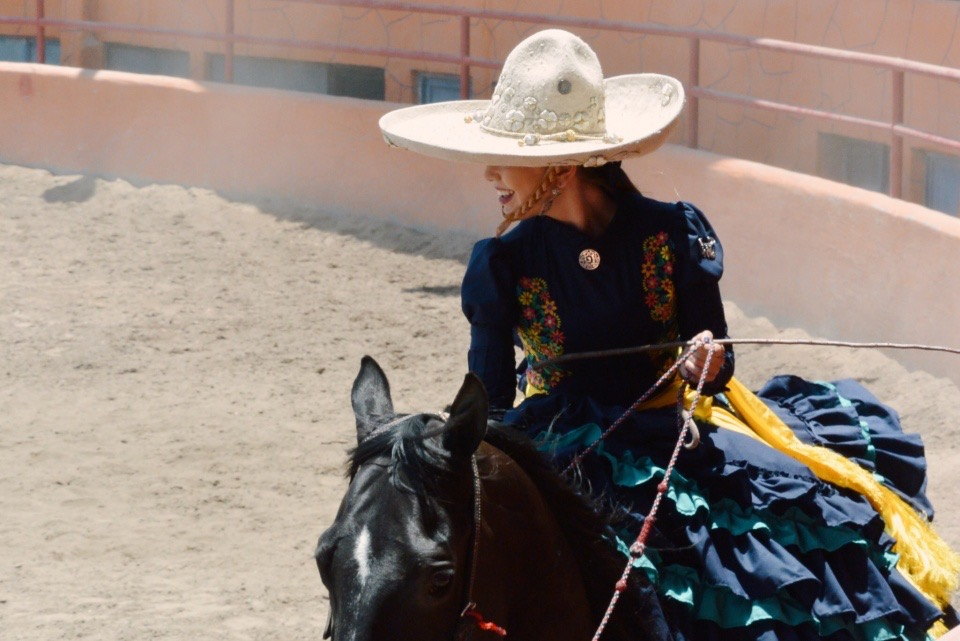
アデリータのユニフォームを着て試合に臨むエスカラムサ。

男性チャロの服装とは異なり、チャレリアを行う女性には3種類の衣装しか存在せず、中でもチナ・ポブラナ（china poblana）の衣装はあらゆるイベントで使用されている。ポブラナの衣装は、絹、ビーズ、または色のついたスパンコールで刺繍された半袖のローカットのブラウスと、同じくビーズやスパンコールで刺繍されたフリルが少なくとも1つ付いた布または、上衣と下衣を腰に固定するためのベルトがあるフランネルのスカートでできている。これらに加え、ペチコートの使用は不可欠であり、バックル付きのシルクシューズはスカートの刺繍に合わせて使用されている。さらに、スカートの色に合わせてショールが使われ、上質なフェルトのチャロソンブレロにスエード、ゴールド、シルバーのチャペタがトッパーとなっている。サッシュを腰にかけ、後ろでリボンで結ぶことに加えて、女性は髪を低い位置で束ね、布やレースのリボンで飾るか、リボンで飾った2本の三つ編みにする。大半のパフォーマンスに使用される衣装はチナ・ポブラナでありながら、他にもアデリタやチャラ・デ・ファエナ（ワーキング服）も着用されている。

### 馬
馬の装備は、チャロの衣装と同じように、仕様を満たさなければならない。鞍のすべての機器は、プラスチックなどの人工物ではなく、天然素材で作られている必要がある。一般的に、チャロが所有する鞍は主に作業鞍と正式鞍の2種類から成り立つ。

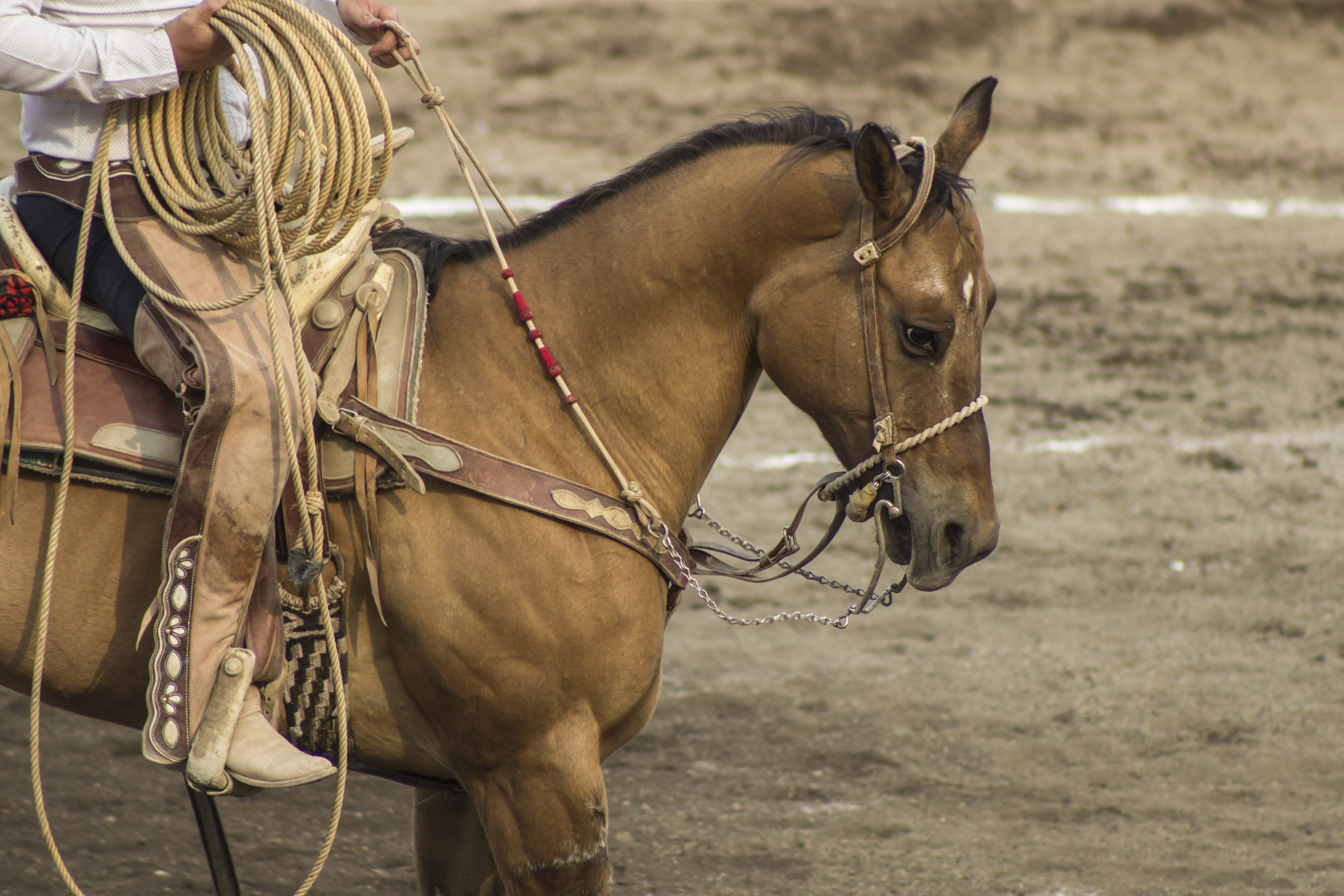
チャロ馬具。

チャロの鞍はウェスタンの鞍よりも角が広く、チャロが投げられたり吊り下げられたりするのを防ぐのに役立つ。鞍の後ろには2つのグリップがあり、馬の予期せぬ行動によりチャロがつかまなければならない場合を想定し予め備えられている。
すべてのチャロ選手は、スポーツと衣服の練習に関する規制を遵守しなければならない上に、お祝いやチームミーティングを開始するための厳格な儀礼を守るべきである。

## スポーツ選手

### チャロ（Charro）

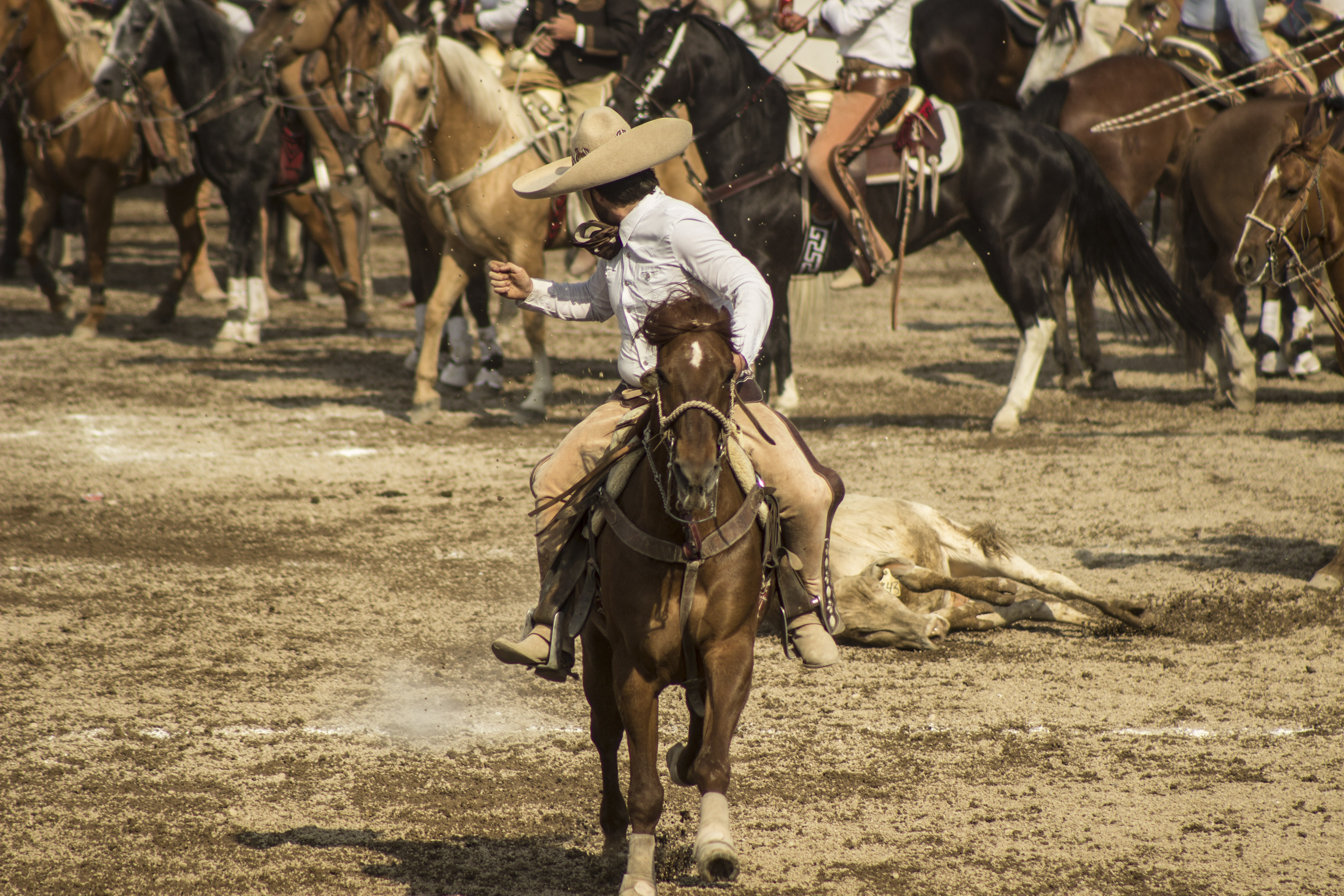
乗馬中のチャロ選手。

チャロは、チャレリアを実践する男性ライダーであり、メキシコ国家の象徴でもある。現代で知られているチャロは、メキシコの騎馬民族の長い血筋から進化したものである。スペインの征服時代までに遡ると、メキシコのバケロは、メキシコ独立戦争で戦ったリベラルで非公式軍隊の台頭のために道を開いたことに気づく。従って、彼らは後にメキシコ革命時代に登場したチャロ達を生み出した。
チャロという言葉は元々18世紀に田舎の人々の蔑称として使われ、荒々しい、素朴な、粗い、洗練されていない、派手な、悪趣味を意味し、英語のyokel、bumpkin、redneckと同義語だった。この言葉はやがてスペインとメキシコで別々に進化し、異なる意味を持つようになった。スペインでは、カンポチャロとして知られる場所に住んでいたサラマンカ市の原住民を識別するための用語となった。この用語はメキシコで郊外に住む人々、特にメキシコのアシエンダで乗馬することが多く（ランチェロとしても知られている）、馬に乗ってほとんどの義務に携わる者の呼称になった。スペイン語圏のほかの地域では、この言葉は元の軽蔑的な意味合いを保ち続けた。
現代では、厳密にはチャロとして認識されるのはチャレリアを実践する男性だけだが、この人物像の外観の影響は音楽や映画にも拡大している。今ではマリアッチの音楽はチャレアーダの代名詞となっているため、マリアッチのバンドはチャロ風グランドガラの衣装を着用することが多い。ただし、これらのミュージシャンが着る衣装は実用性よりも見た目が優先されている故に、彼らは本格的なチャロとして認知されない。

### エスカラムサ・チャラ（Escaramuza Charra）

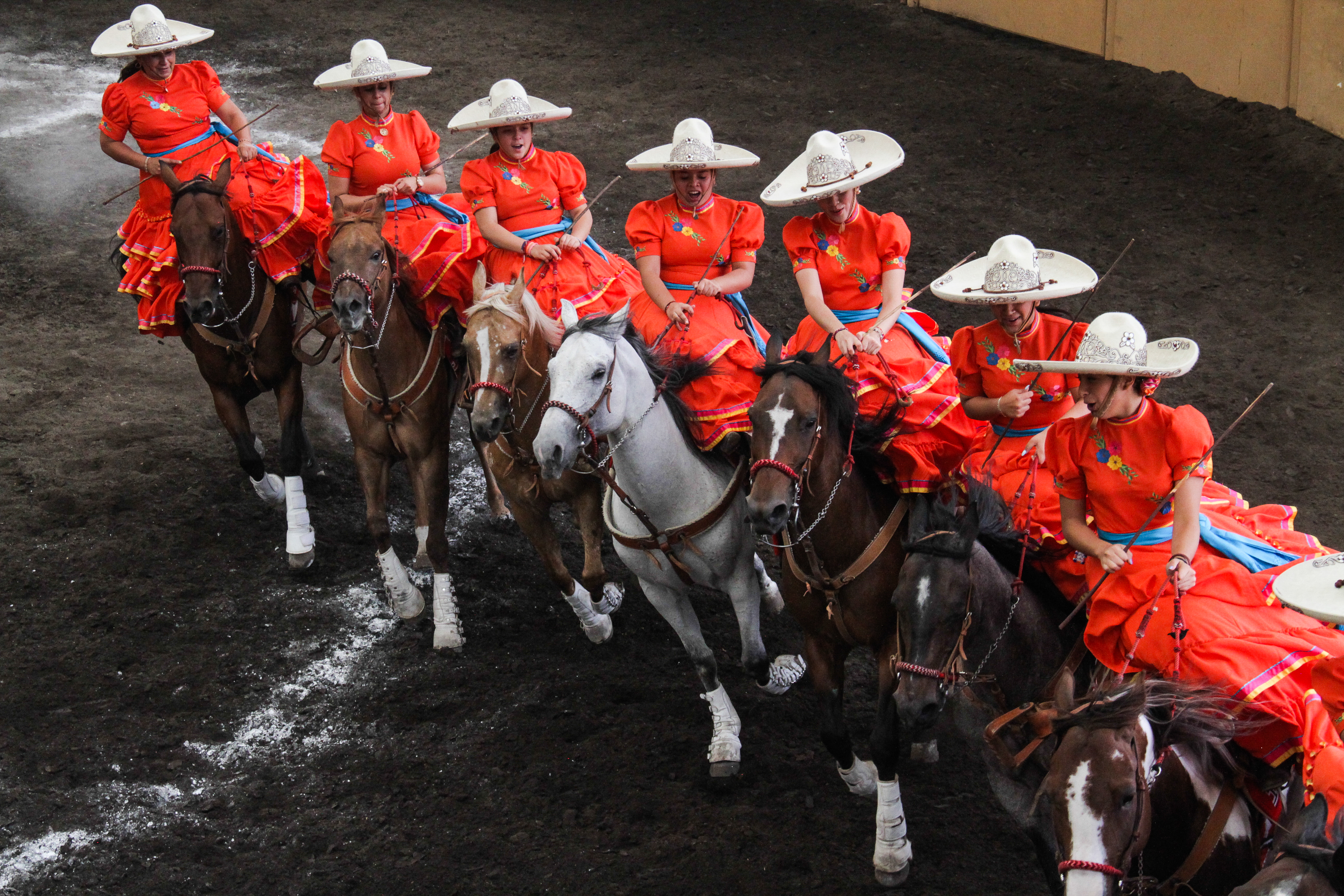
隊列を組むエスカラムサ。

エスカラムサという用語は、スポーツチームを構成する女性の集団を名付けるために使用されるので、一人のチャラを指すのに正しい用語ではないため、このスポーツを実践する女性の呼び名は「チャラス」である。
チャレリアの女性として活躍するエスカラムサ・チャラは、アルトス・デ・ハリスコ、具体的には、テパティトラン・デ・モレロスに由来すると言われている。彼女らは、プエブラ州に由来するアデリータスタイルのチナ・ポブラナという衣装を着用し、ラ・コラデラ、コンビナード、ラ・エスカレラ、ラ・フロールなどのような芸術的なタッチを伴う馬とのトリックを披露する。
全国チャロス協会内ではあったが、エスカラムサ・チャラは1953年にエベラルド・カマーチョ氏とルイス・オルテガ指導員によって創始されたと言われており、5歳から9歳の少女と少年で構成されていた。初となるこのエスカラムサは、グアダルーペ、アントニオ、ホセ・カマチョ兄弟、ルイス、アルトゥーロ、マリア・エウヘニア・ルイス・ロレド兄弟で構成されていた。当時は革新的なものだったからこそ、子供たちがチャロタイルでの乗馬技術や馬の教育を披露することで、大きな成果を成し遂げた。
エスカラムサ・チャラは8人のメンバーで構成され、発表中にクロスやターンなどの12種類の技を披露し、女性たちの乗馬技術と馬の手綱さばきを実演する。衣装の色は、個人、ペアやカルテットにより様々で異なる。
馬を巧みにコントロールできなければならない上に、同じチームのメンバー全員との完璧な連携を必要とするからこそ、エスカラムサ・チャラのトレーニングが非常に熱心と言える。

## イベント

### カラ・デ・カバーヨ（Cala de Caballo）

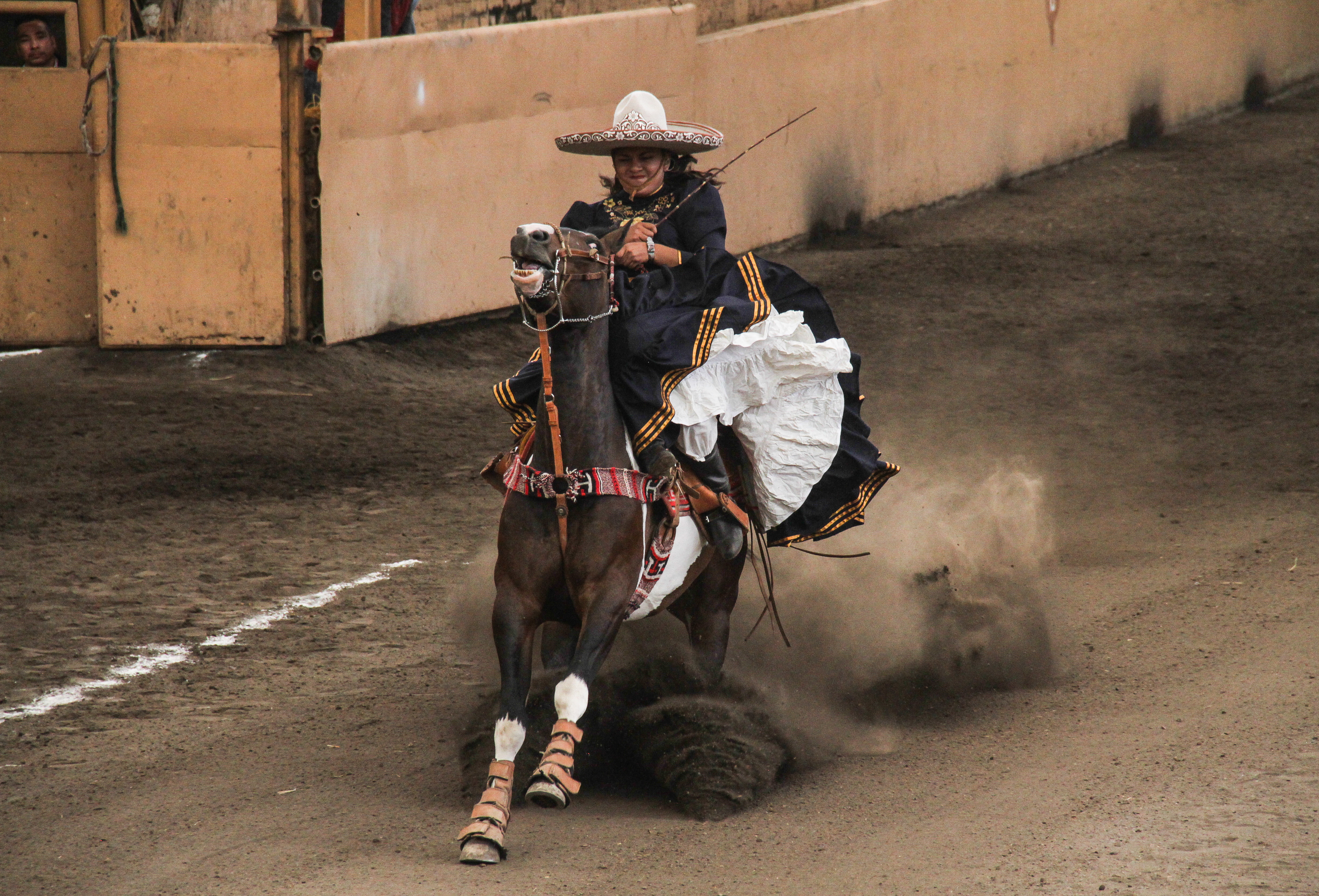
カラ・デ・カバーヨを行うエスカラムサ。

このイベントは、チャロ馬の優れた手綱と教育の見せ場であり、良い統治、鐙、柔和さ、歩行、ギャロップ、ランニング、眉毛、頭と尾の姿勢が評価対象となる。リエンソの20x6メートルの長方形のセクション内で行われるこのイベントでは、まずはじめに、馬を全力で走らせ一度に止める「ティップ」と呼ぶ技を実演する。そして、上の図のように両側に向かって一本の足で支えられながら、馬自身の軸で回転しなければならない技も披露する。次は、その半分の距離、ハーフサイドでチャロは同じことを実演し、最後に50メートルラインまで戻らなければならない。
このチャロイベントは、チャロ(騎手)と馬の間に存在する繋がり(コミュニケーション)を示す上に、完璧に行い極めるのが困難であるためチャレリアの中でも最も重要な種目の一つである。加えて、最も精巧に採点される種目でもあるため、プラス点よりもマイナスを多く獲得する可能性が存在する。カラ・デ・カバーヨは20世紀に国技として正式に完成した。同時に、馬の扱いや使用される馬具（ハーネス）が快適か不快かに関しても懸念点が取り上げられている。

### ピーレス（Piales)

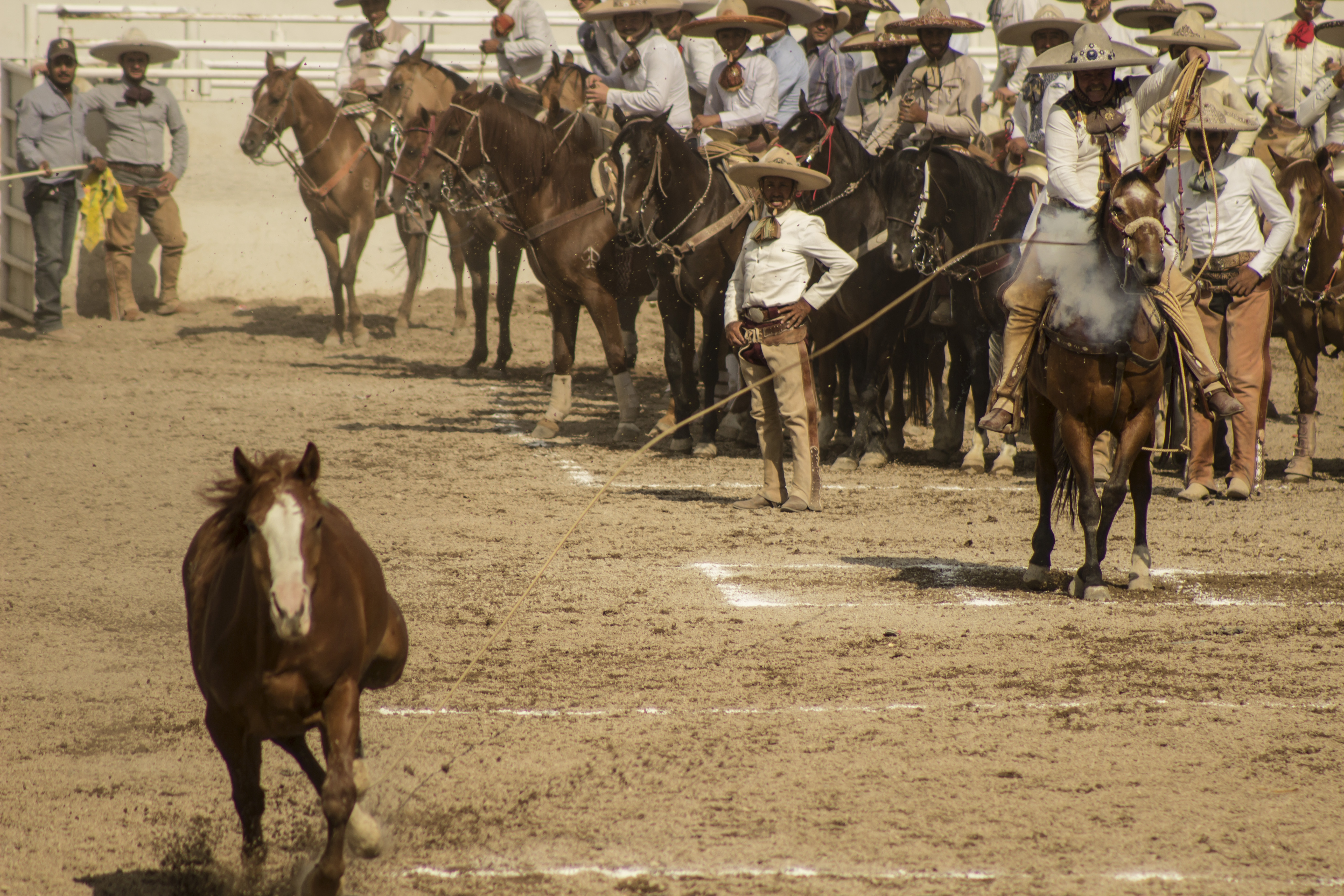
ピアーレスを実演するチャロ。

この種目は、牝馬（雌馬）の後ろ足を縛り、牝馬のギャロップを完全に止めることが目的で、アリーナの長方形の部分で行われる。チャロは、馬に乗った状態で投げ縄を投げ、牝馬をループに通させ、後ろ足で捕まえ、必要に応じて鞍の頭にロープを巻き付けて距離を縮めつつ、牝馬の速度を徐々に下げて完全に止める必要がある。パフォーマンス中、チャロは綱を正しく巻いて、結び目が大きな手の怪我にならないように注意する必要がある。成功させるまでに3回機会が与えられ、牝馬を止めるのに必要な距離に対してポイントが加算される。
ピアレスにはさまざまな種類があり、その中にはピアル・デ・ピケテ (pial de piquete), ピアル・フロレアード (pial floreado) と ピアル・デ・チャケタ(the pial de chaqueta) が存在する。ピアル・ド・ピケテは、投げ縄を地面につけ、牝馬が通過するときに、牝馬の後ろ足に向かって力を入れて投げ縄をかけることである。ピアル・フロレアードは、牝馬が通過する直前に小さな「フロレアンド」(ロープトリック)を作り、動物が通過するときに、後ろ足に投げることで構成されている。ピアル・デ・チャケタは、チャロが馬と一緒に牝馬が通過する位置に背中を向けている状態で配置され、牝馬が通過するときに牝馬の後ろ足にロープをかけるように反対方向に旋回させる。

### コラス・エン・エル・リエンソ（Colas en el Lienzo）

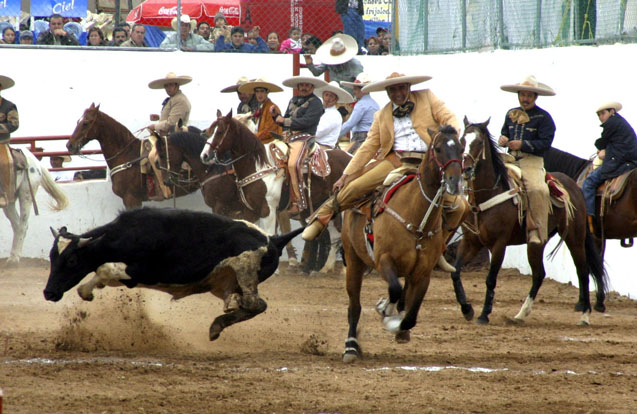
コレアデロ・エン・エル・リエンソを披露するチャロ達。

コレアデーロとも呼ばれるこのイベントは、走っている小さな雄牛の尻尾を掴まい倒そうとすることで構成されている。これは、ロデオにあるステア・レスリングに似ているが、コラス・エン・エル・リエンソの場合チャロが馬から降りない点が異なる。馬に乗ったチャロは、シュートのゲートで雄牛が出るのを待ち、気を取った後に、チャロは雄牛の隣に走り、尻尾をつかみ、尻尾を脚に巻き付け、最終的に雄牛を地面につかせる。これらすべて最大60メートルの距離でチャロによって実行される。

### ヒネテオ・デ・トロ（Jineteo de toro）

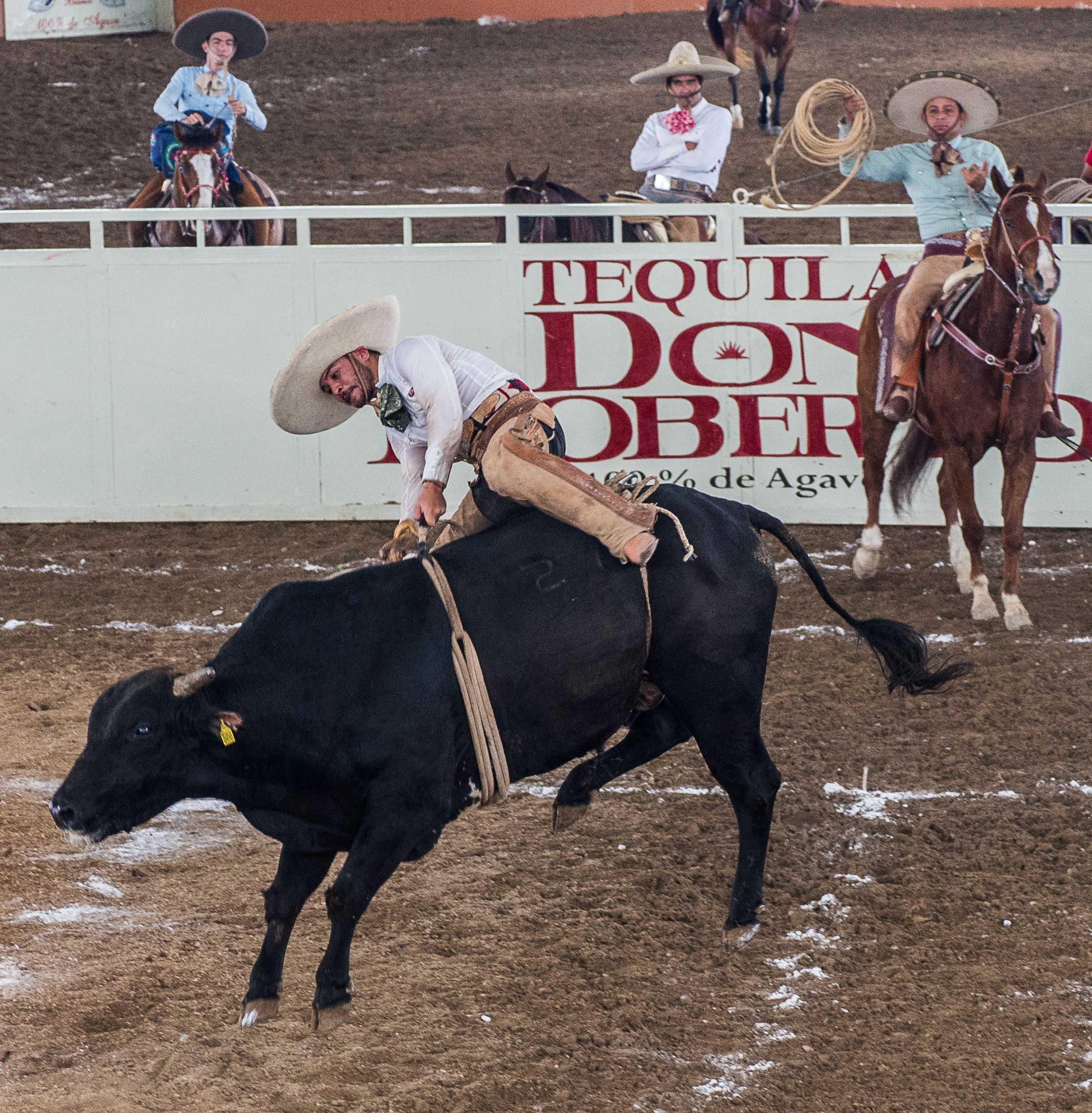
ヒネテオ・デ・トロを披露するチャロ。

ブルライディングから成るこのイベントは、チャロが跳ね返りを止めるまで雄牛に乗り続けることが目的である。乗っている人に加え、アリーナ内に雄牛の頭を支え、チャロのベルトを締めて保持するためにアリーナ内には最大3人のアシスタントの同行が許可せれている。このイベントを行うチャロは、シュートゲートが開くように指示を出し、審査員が3分間の締め付けの時間を数えるように命じてからパフォーマンスは開始して雄牛が跳ね返るのをやめたときに終わる。時間が余れば、1分ごとに1点加点されると同時に、実践中に披露する演技やテクニックによって点数があがることもある。降りるときには、チャロは振り落とれずに雄牛を降りて直立し着地する必要がある。チャロが雄牛から降りた後は、テルナ・エン・エル・ルエド（これに続くイベント）が開始できるように、牛に巻かれているロープを外さなければならない。このイベントのルーツは、ハリペオとして知られている初期の形式にある。

### テルナ・エン・エル・ルエド（Terna en el ruedo）

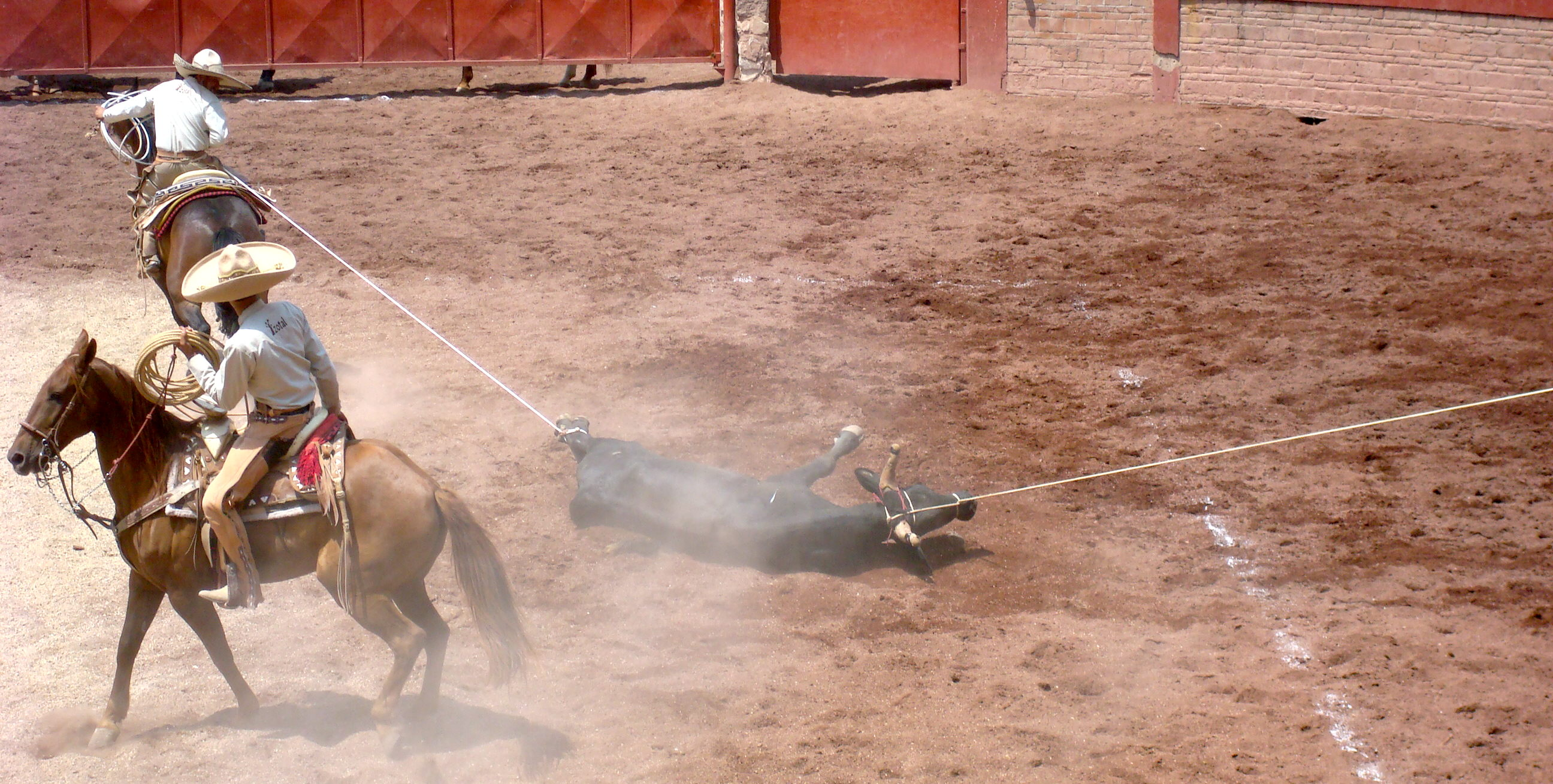
テルナ・エン・エル・ルエドを実演するチャロ。

このイベントは、3つのチャロが雄牛をロープで縛ろうとするチームローピングイベントであり、最大制限時間の6分間で一人目は首、二人目は後ろ足と三人目は全足を結ぶことを試みる。点数は、ロープ技と余った時間で計算される。三人のチャロは2回ずつ、雄牛の頭に投げ縄をかけるか、雄牛の頭を押さえ付けるかの機会が与えられ、交互にそれぞれの機会を制限時間内に続けて試みる。雄牛の首をロープで縛っているチャロは、「フロレアンド」と呼ばれるロープトリックを実演し、完璧なロープコントロールを観客に見せつける必要がある。ロープが首に巻き付いている間は、他のチームメンバーは後ろ足を縛るための罠を仕掛け、最終的に雄牛を床につけることでパフォーマンスが終了する。

### ヒネテオ・デ・イェグア（Jineteo de yegua）

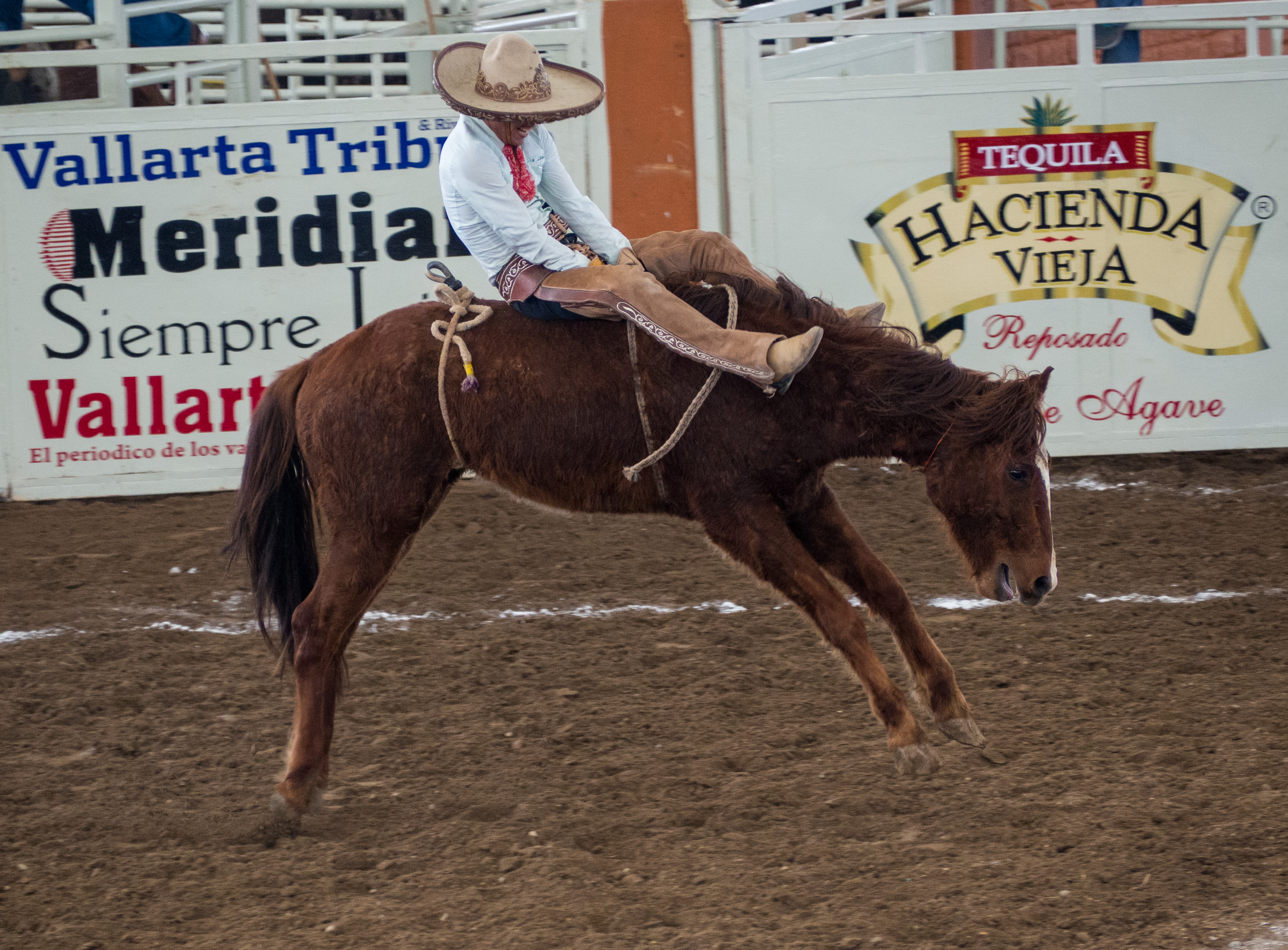
ヒネテオ・デ・イェグア実施中のチャロ。

このイベントは、ロデオのベアバック・ブロンク・ライディングに似ていて、同じように鞍をつけず裸馬に乗る。イェグア（Yegua）は訓練を受けていない牝馬を意味し、ブルロープだけで乗馬される。両手でロープを摑み、脚を地面に対して水平に保持しつつ、ブルライディングと同様、騎手は馬が跳ね止まるまで馬にとどまろうとする。牝馬は包囲され、同じくチャロの格好をしたアシスタントのチームと行動を共にする。2人のグリッパーがバッキングストラップを伸ばし、中にいる3人のアシスタントが牝馬の頭を支え、ベルトで騎手を締め付け、馬に乗り込んでそれを収容できるようにする。乗馬中のチャロはバッキングシュートを開くように指示を出し、審査員が締め付けの時間を数えるように命じてからチャロが何らかの理由で馬の上から落ちるまでパフォーマンスの時間として認める。

### マンガナス・ア・ピエ / カバーヨ（Manganas a pie o a caballo）

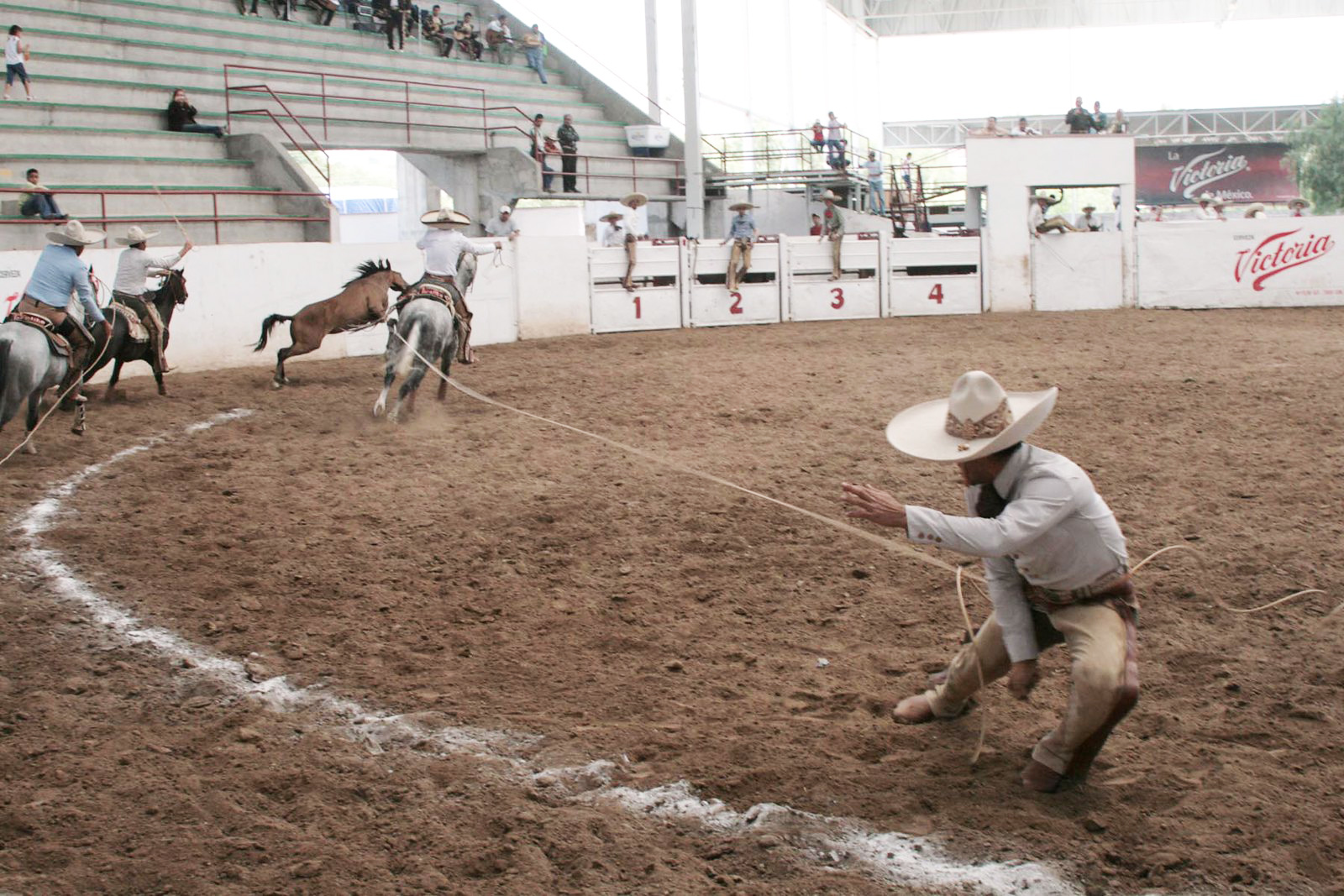
マンガナス・ア・ピエを披露するチャロ。

マンガナス・ア・ピエは、立っているチャロが走っている馬の前足を投げ縄で縛り一度転がらせるイベントである。チャロは周囲のフェンスから4メートル以上の距離を保ちつつ、馬を縛るために3回のチャンスが与えられる。縄を振り回した後（縄を使った芸）、チャロは投げ縄を、他のチャロが騎乗している3頭の馬と並んで闊歩する一頭の馬に投げ込む。マンガナス・ア・カバーヨも同様のコンセプトだが、この場合チャロは馬の上に立ちながら技を披露する。
点数は、馬がルールに従ってロープで縛られている限り、時間とロープトリックに対して与えられ、3回の挑戦での点数が合算される。地面や馬の上に立っていても、与えられる時間は8分であるが、その時間内に牝馬の最初の交換時にだけ時間は止まる。加えて、偶然、牝馬がジャンプしたりリングを離れたりする時も時間が止まる。

### パソ・デ・ラ・ムエルテ（Paso de la Ｍuerte）

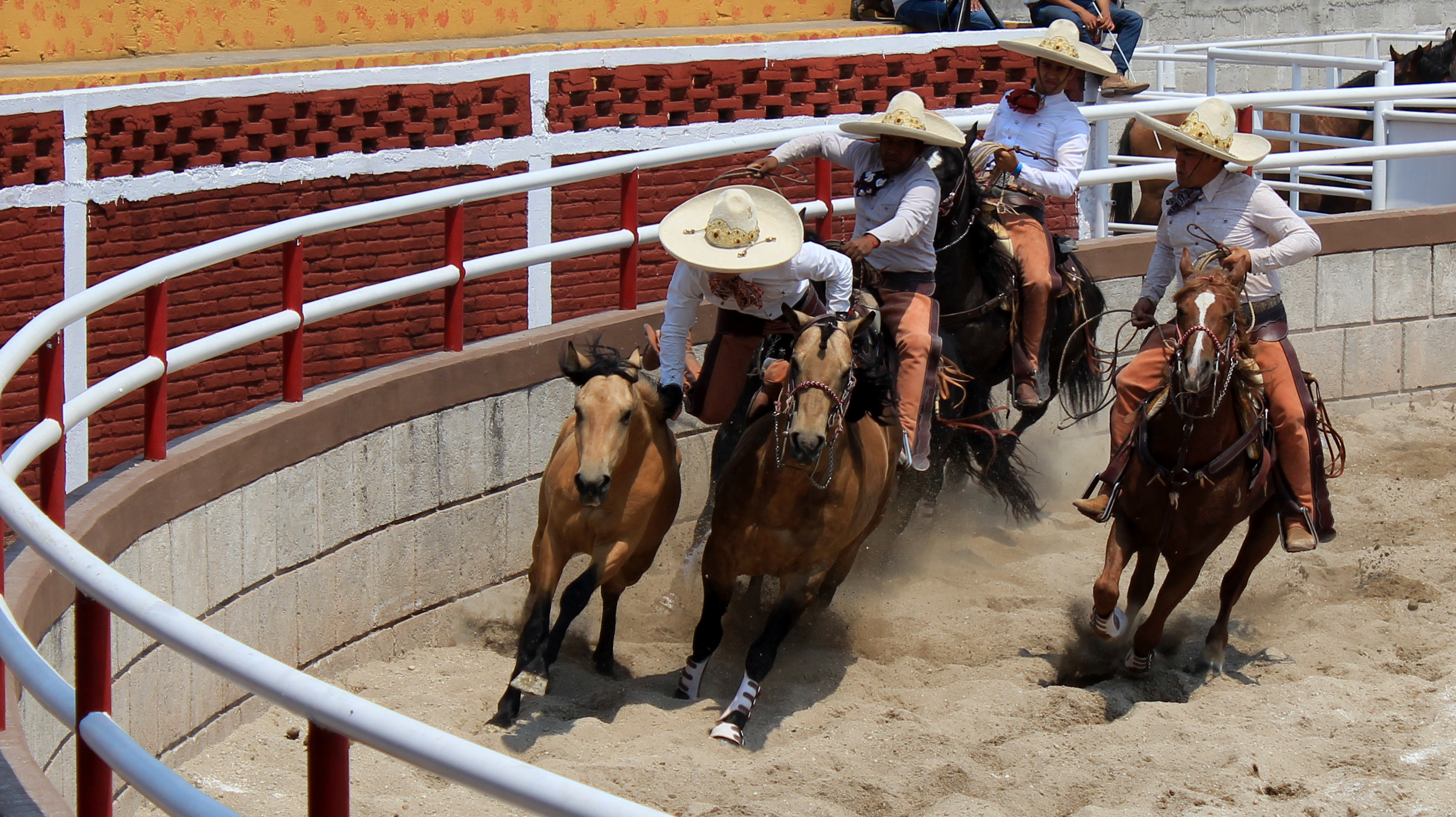
パソ・デ・ラ・ムエルトを行っているチャロ達。

スペイン語で「死の峠」と意味するこのイベントは、手綱をつけた裸の馬に乗ったチャロが、自分の馬から解放され走っている手綱のない裸の馬の背中に飛び乗り、それを止めるまで乗ろうとするイベントである。この種目の名前の由来は、実行するチャロにとって致命的なダメージのリスクを負う危険性、つまり、チャロが乗ろうとする動作で誤りがある場合、馬の下敷きになり、それを追いかける他の3人のライダーにも踏みつけられる可能性があることにある。観客に自身のスキルを見せびらかすために、時々チャロは逆方向に乗馬しながらパソ・デ・ラ・ムエルテを実践することもある。

## 演技
開会式では、組織・団体や参加者が馬に乗ってアリーナ(リエンソ)の中に練り歩き、通常、マリアッチバンドやバンダがマルチャ・サカテカスを演奏しながら、メキシコ国旗に敬意を表す。これは、チャロ達がメキシコ軍の補助部隊であるという長い伝統を意味している。さらに、着用している短いチャロジャケットは、ビリャ軍のメンバーが着ていたものを連想させる。

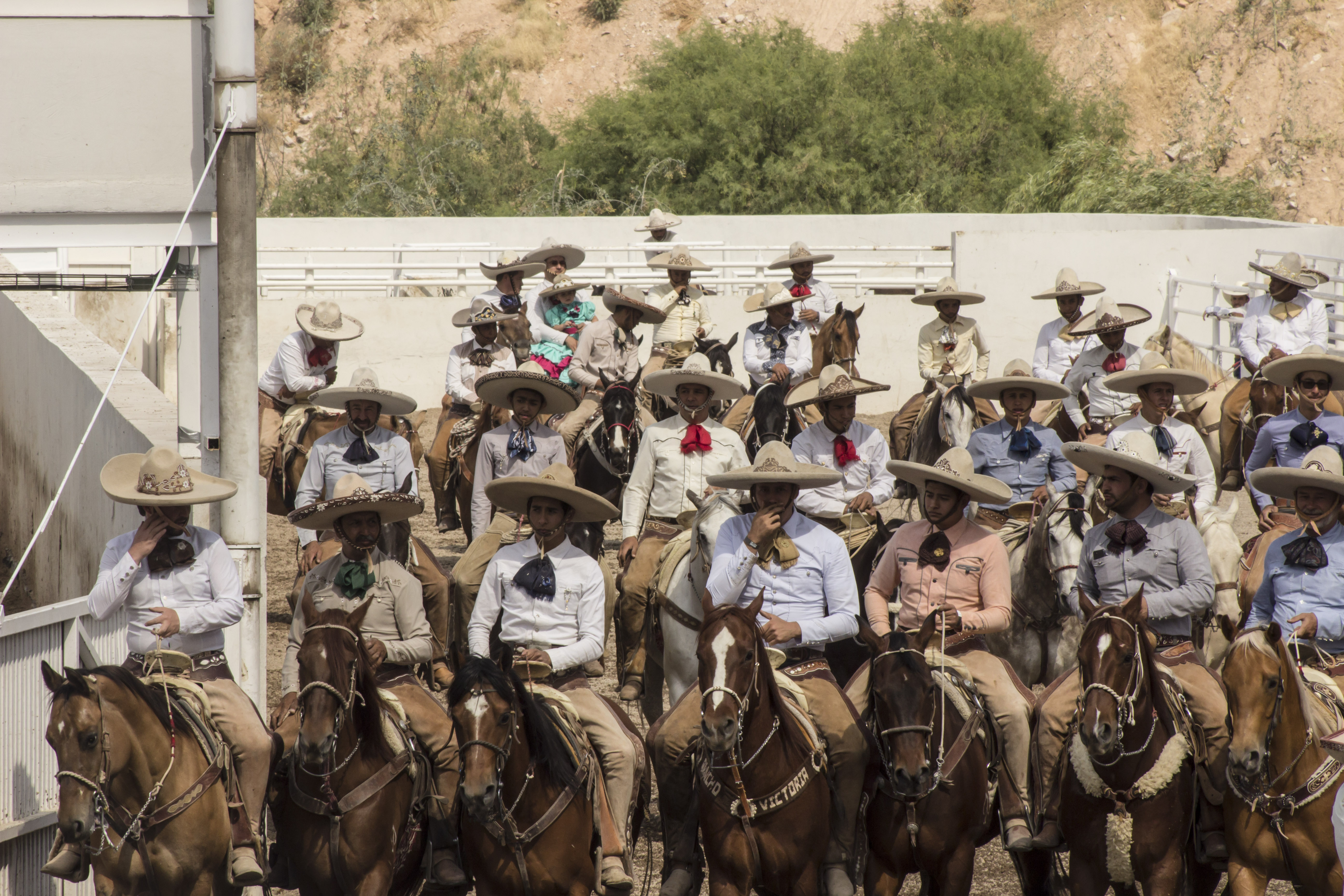
馬に乗ってチャレアーダの中を練り歩くチャロ達。

チャレアーダ自体は、特定の順序で上演される9つの得点ベースイベントで構成されている(男性用9種目、女性用1種目)。基本的に、アソシエーション(スペイン語で: asociaciones)と呼ばれる2つ以上のチームが互いに競い合う。スタイルと出来栄えの両方によって判断される競技者は、州、地方、および全国の優勝者になるために競う。。
チャレアーダは通常、以下のような順番で実施される：
1. カラ・デ・カバーヨ（Cala de Caballo）- 男性主体の行事
2. ピアーレス・エン・リエンソ (Piales en Lienzo) - 男性主体の行事
3. コラス（コレアデロ）・エン・エル・リエンソ (Colas/Coleadero en el Lienzo) - 男性主体の行事
4. エスカラムサ (Escaramuza) - 女性主体の行事
5. ヒネテオ・デ・トロ (Jineto de Toro) - 男性主体の行事
6. テルナ・エン・エル・ルエド (Terna en el Ruedo) - 男性主体の行事
7. ヒネテオ・デ・イェグア (Jineteo de Yegua) - 男性主体の行事
8. マンガナス・ア・ピエ (Manganas a Pie) - 男性主体の行事
9. マンガナス・ア・カバーヨ (Manganas a Caballo) - 男性主体の行事
10. パソ・デ・ラ・ムエルト (Paso de la Muerte) - 男性主体の行事

## 全国チャロ選手権と総会
全国チャロ選手権と総会 (スペイン語で: Congreso y Campeonato Nacional Charro) は、メキシコ・チャレリア連邦議会が主催する全国大会で、17日間の間メキシコと米国から来たチャロとエスカラムサの団体が互いに競い合う年間行事である。
2021年には、150以上のチームが開催都市アグアスカリエンテスに出場した。ナヤリット州のチームである「ランチョ・エル・ケベデーニョ」が最終スコア330点で2021年の全国グランドチャンピオンに輝き、同じくナヤリット州のチーム「ランチョ・ラス・クアタス」が312点で準優勝、ドゥランゴ州のチーム「チャロス・デ・ラ・ラグーナA」が303点で3位に入賞した。チワワ州のチーム「ソレス・デル・デシエルト」が309.33点で全国エスカラムサの女王の座につき、アグアスカリエンテス州のチーム「サンマルケーニャ」が306.66点で準優勝、ハリスコ州の「E.M.T.ランチョ・エル・エラデロ」が290.66点で3位となった。さらに、ナヤリット州出身のホセ・アンドレス・アセベス・アセベスは、2021年のチャロス・コンプレトスの王として選ばれた。正式な授賞式は、アグアスカリエンテス州の憲法知事C.P.マルティン・オロスコ・サンドバルによりサン・マルコス・アレーナの前で開催された。その際、知事はメキシコの32州とその他の国から参加した144チーム、112のエスカラムサ、16のチャロス・コンプレトを祝福した。
チャレリア大会の賞品には、鞍、馬運車、トロフィー、ときにはお金などが含まれる。ほとんどのチャロは金銭的なインセンティブなしにチャレリアに取り組んでいるが（実際、他のアマチュアスポーツ界でも起きているように、チャレリアをするためにお金を払い使うことになる）、チャレリアに完全に専念し、それで生計を立てている人々もいる。プロのチャロの給料は様々で、人によっては月に最大20または25,000メキシコペソを稼ぐことができる。

## 競技団体・協会
チャロ達は、1933年12月16日に設立されたメキシコ・チャレリア連邦議会 (スペイン語で: Federación Mexicana de Charrería)に登録された協会に分類される。このような協会は、チャロが練習や競技ができるために組織化され、場合によっては施設の建設や購入のための資金調達のために組織として分類される。エスカラムサ(女性のチャロ・グループ) も同様の方法で組織として8人の公式メンバーで構成され、各参加者はメキシコ・チャレリア連邦議会に所属し、機関によって確立された規範に準拠する必要がある。チャレアーダに出場するためには、すべての協会が連盟のライセンスを受け、競技者はチャロとして認定されなければならない。現在、米国だけでも100以上のチャロ協会が存在する。

## 賛歌
2012年10月14日(日)、サカテカス州でのLXIII全国チャロ総会の発足の枠組みの中で、州知事のミゲル・アロンソ・レイエスとメキシコ・チャレリア連邦議会の会長であるハイメ・カストゥルイタ・パディージャは、チャレリア連邦議会が1892年にジェナロ・コディナが作曲した曲「マルチャ・サカテカス」の歌詞と音楽をチャロの国歌として採用する協定に署名した。